# Cleora macracantha
Cleora macracantha är en fjärilsart som beskrevs av Claude Herbulot 1955. Cleora macracantha ingår i släktet Cleora och familjen mätare. Inga underarter finns listade i Catalogue of Life.